# Raleigh Bicycle Company

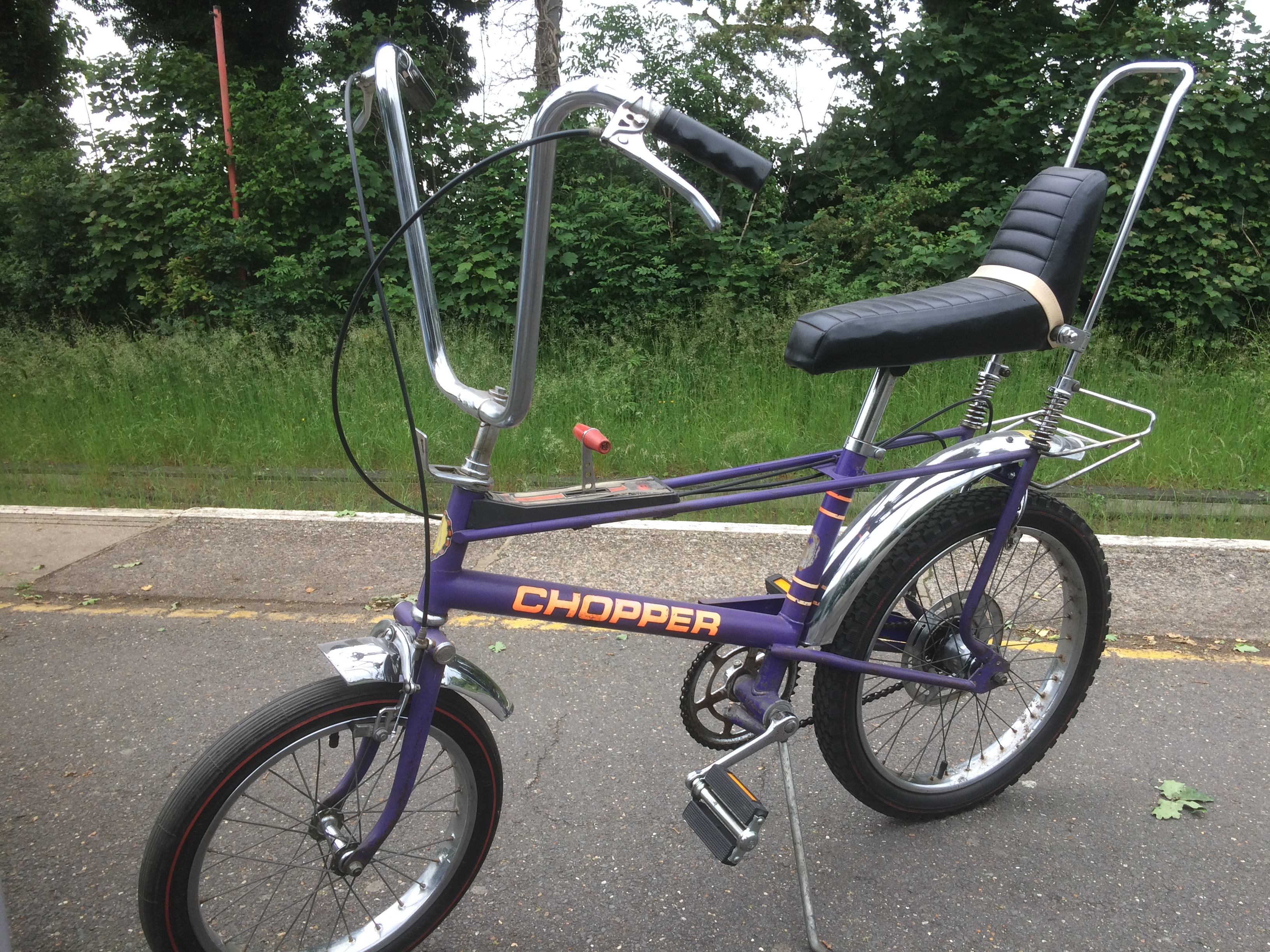
Raleigh model Chopper (1970)

Raleigh – brytyjski producent rowerów.
Przedsiębiorstwo zostało założone w 1887 w Nottingham przez Franka Bowdena. Swoją nazwę wzięło od nazwy ulicy „Raleigh Street”, gdzie znajdował się warsztat Bowdena. Przed drugą wojną światową montowano także motocykle, samochody sportowe oraz trójkołowce. Dział motoryzacyjny przekazano w latach trzydziestych firmie Reliant.  Znane modele to młodzieżowy Chopper z końca lat 60. z charakterystycznym układem kół, a z rocznika 2013 Cruiser w stylu retro.